# Westerwald (Schiff)
Die Westerwald war ein 1908 gebautes Fracht- und Passagierschiff der Hamburg-Amerikanische Packetfahrt-Actien-Gesellschaft (Hapag). 1916 wurde sie von Portugal beschlagnahmt und fuhr als Lima für portugiesische Reedereien, bis sie 1969 abgewrackt wurde.

## Geschichte

### Westerwaldder Hapag
Als Ergänzung für den 1906 von der dänischen Reederei Det Østasiatiske Kompagni übernommenen Karibikdienst bestellte die Hapag mehrere Neubauten bei der britischen Werft Furness, Withy & Co. in West Hartlepool. Das erste unter der Baunummer 306 auf Kiel gelegte Schiff erhielt beim Stapellauf am 22. Oktober 1907 den Namen Westerwald und war auch das erste der drei Schwesterschiffe. Es folgten unter der Baunummer 307 die Spreewald und unter der Baunummer 308 die Frankenwald für dieses Fahrgebiet.
Nach Ablieferung an die Reederei startete die Westerwald am 14. Juli 1908 ihre Jungfernreise, die von Hamburg nach Mittelamerika und dort bis Mexiko führte. In den folgenden Jahren blieb sie in diesem Fahrgebiet. Als der Hapag-Dampfer Alleghany (Bj. 1894, 2494 BRT) nach einer Kollision mit dem britischen Dampfer Pomaron östlich von Kap Henry gesunken war, ersetzte die Westerwald den Dampfer auf der Atlantikroute zwischen New York und Westindien.
Zu Beginn des Ersten Weltkrieges im August 1914 befand sich die Westerwald auf See und konnte nicht mehr rechtzeitig nach Deutschland zurückkehren. Sie fuhr in das damals neutrale Portugal und ließ sich im 2. August 1914 in Lissabon internieren. In Lissabon waren schließlich 35 deutsche Passagier- und Frachtschiffe versammelt, in allen portugiesischen Hoheitsgewässern waren insgesamt deutsche 71 Schiffe interniert. Ende Februar 1916 entschied sich die portugiesische Regierung auf Drängen Großbritanniens, diese zu beschlagnahmen, die in Lissabon vor Anker liegenden Schiffe wurden daraufhin am 23. Februar 2023 unter portugiesische Aufsicht gestellt. Als Folge dieser Aktion verkündete das Deutsche Reich die Kriegserklärung an Portugal am 9. März 1916.

### Limader Transportes Marítimos do Estado
Die Westerwald wurde wie alle beschlagnahmten Schiffe der eigens für diese Flotte neu gegründeten Staatsreederei Transportes Marítimos do Estado zugewiesen. Sie erhielt den Namen Lima nach dem gleichnamigen Fluss Lima im Norden Portugals, neuer Heimathafen des Schiffes war nun Lissabon.
Im Gegensatz zum Großteil der beschlagnahmten Schiffe wurde die Lima nicht an Großbritannien verchartert. Der Einsatz der Lima wie der anderen Schiffe ist in der Kriegszeit insgesamt aufgrund der Zensur nur sehr sporadisch dokumentiert. Während dieser Jahre kam das Schiff auch als Truppentransporter zwischen dem Mutterland und Madeira sowie den Azoren zum Einsatz.
Nach Kriegsende musste sich die Reederei mit Ende der Nachschubtransporte neue Dienste aufbauen und setzte erstmals nach dem Konkurs der Reederei Mala Real Portuguesa 1902 wieder eine direkte Linienverbindung zwischen Portugal und Brasilien auf. Die Lima wurde dabei zusammen mit der Sao Jorge auf der nördlichen Route nach Manaus im Bundesstaat Amazonien eingesetzt, während die Trás-os-Montes und die Porto den Süden Brasilien bedienten. Die Linien konnten jedoch nicht kostendeckend arbeiten und mussten 1921 wieder eingestellt werden. Die Lima war infolge das erste Schiff, das die Reederei bis zu ihrer Auflösung verkaufte.

### Limader Empresa Insulana de Navegação
Käufer des Schiffes war im Dezember 1922 die Lissaboner Reederei Empresa Insulana de Navegação, die den Namen des Schiffes beibehielt. Die Neuerwerbung wurde zunächst auf der italienischen Werft Cantiere Navale Triestino in Monfalcone einer Modernisierung unterzogen. Anschließend ersetzte sie die noch aus dem Jahr 1880 stammende Funchal und wurde auf der Verbindung zwischen Lissabon, Madeira und den Azoren im Linienverkehr eingesetzt. Die Lima verließ Lissabon am 8. eines jeden Monats und erreichte Faial acht Tage später. In den Sommermonaten legte sie einen Zwischenstopp in Porto Santo ein. Die Rückreise von Faial erfolgte am Tag ihrer Ankunft oder einen Tag später und das Schiff erreichte Lissabon wieder am 24. oder 25. des Monats.
1961 wurde die Lima von der neuen Funchal abgelöst, blieb aber auf dieser Verbindung als Frachtschiff im Einsatz und beförderte bei Bedarf auch Passagiere. Bis zur Außerdienststellung 1968 blieb die Lima auf dieser Route im Einsatz. Ab Dezember 1969 wurde das alte Schiff vom Schrotthändler Américo Vale & Marques schließlich abgewrackt.

## Bau und technische Daten
Die Westerwald war 112,77 Meter lang, 13,74 Meter breit und hatte einen Tiefgang von 7,93 Metern. Sie war mit 3901 BRT bzw. 2390 NRT vermessen und hatte eine Tragfähigkeit von 4775 Tonnen. Eine Dreifach-Expansions-Dampfmaschine von Richardson, Westgarth & Co. ebenfalls aus Hartlepool erzeugte 2700 PSi und ermöglichte über eine Schraube eine Geschwindigkeit von 12,0 Knoten. Ihre Unterkünfte boten zu Hapag-Zeiten Platz für 32 Passagiere in der Ersten Klasse sowie 608 im Zwischendeck und nach der Modernisierung für die Empresa Insulana Platz für 99 Passagiere der Ersten, 45 Passagiere der Zweiten und 111 Passagiere der Dritten Klasse. Die Besatzung bestand bei der Hapag aus 80 Mann, bei der Empresa Insulana aus 86 Mann.